# Livezi (gmina w okręgu Vâlcea)
Livezi – gmina w Rumunii, w okręgu Vâlcea. Obejmuje miejscowości Livezi, Părăușani, Pârâienii de Jos, Pârâienii de Mijloc, Pârâienii de Sus, Pleșoiu i Tina. W 2011 roku liczyła 2301 mieszkańców.